# 전자 - 자동화 과학 분원
전자 - 자동화 과학 분원은 조선민주주의인민공화국 과학원에서 만든 곳중에서 가장 핵심적인 부분을 차지하는 면이 가장 크고 그리하여 조선민주주의인민공화국은 김일성의 지시로 인하여 만들게 되었으며 1970년대부터 만들기 시작한 부서가 있었다.

## 개요
당시 분원에 먼저 생긴 것은 자동화 연구소가 먼저 1967년부터 생기고 나서 1973년에 전자 공학 연구소가 두번째로 생겨서 현재 집적 회로를 생산을 하는데 중점적인 방향을 잡아가고 있었다.
그리고 1983년에는 현재 컴퓨터 과학 연구소가 생겨서 컴퓨터 개발 연구를 집중적으로 나서고 있음을 알수가 있고 1984년에는 조종 기계 연구소가 생겨서 산업용 로봇 연구등 수치 제어 공작기계 연구에 집중적으로 나서고 있다.
전자 재료 연구소는 1988년 7월에 생겨서 현재 반도체 재료 연구에 나서고 특히 8인치 혹은 12인치 웨이퍼나 그러한 재료들을 구축하는 역할을 맡고 있다.
하지만 결국 전자 - 자동화 과학 분원은 결국 처음부터 낙후한 환경에서 갖고 출발할 수 밖에 없었고 마땅한 장비도 없었던 데다가 특히 수작업으로 반도체를 생산하거나 프로그램을 만들어야 하였다.
첨단 연구 설비는커녕 규모만 봐도 김책공업종합대학이나 혹은 김일성종합대학의 인력을 급히 끌어야할 임무를 가질 수밖에 없다는 것이다.
고난의 행군 전에는 결국 1995년 김정일의 현지지도로 인하여 많은 보충을 하라고 명령을 내린데에 이어서 성천강 전기를 특히 국가 과학원 은정 분원에 24시간 가동을 명령을 하게 되었다.

## 조직
- 전자 공학 연구소
- 자동화 공학 연구소
- 컴퓨터 공학 연구소
- 조종 기계 연구소
- 전자 재료 연구소
- 레이저 연구소
- 평양 집적회로 시험 공장
- 111호 마스크 제작소
- 레이저 연구소
- 자료 통보 연구소
- 수학 연구소

## 개발품
현재 조선민주주의인민공화국은 과학기술발전 3개년 계획에서 개발한 1987년에 16MB 동적 램과 1991년에 개발한 64MB 동적 램을 개발을 하게 되었으며 특히 1989년에는 60만 개의 표준셀 과정을 개발을 하게 되었고 특히 초대규모 CMOS 회로를 개발을 하게 되었다는 것이다.
1차 과학기술발전 5개년 계획에서는 1999년에 김일성 종합 대학에서 주사전자현미경을 개발을 한 것에 대하여 성공을 거두었으며 특히 알루미늄 적층 CMOS를 개발하여 차후에 마이크로컨트롤러 및 동적 램을 개발할 여건을 마련을 하게 되었다.
특히 대규모 집적회로를 개발할 수 있는 폴리이미드 2층 배선 절연막 기술도 개발을 하게 되었으며 음극 비산 식각법에 의한 알루미늄 배선 형성 기술을 개발을 하는데 성공을 거두었다.
2차 과학기술발전 5개년 계획에서는 2003년에 평양 집적회로 시험 공장에 3층 구조에 의한 미세 패턴 리소그래피 기술을 확보하는데 성공을 거두었고 2004년에는 4700S 전자빔 리소그래피 장비를 들여와서 28nm 파운드리 생산 기술까지 갖출수 있도록 하였다.
그리고 EEPROM 낸드 플래시 메모리 제작 기술을 확보하는데 성공함으로써 우리나라와 같은 길로 들어섰음을 알수가 있었다.
8월 13일에는 16비트 마이크로컨트롤러 GC-8100A 제작 기술 확보하여 집적회로 시험 공장에서 파운드리를 하여 실증하는데 성공을 거두었다는 것이다.
2005년에 16비트 마이크로프로세서 GC-9211A 제작 기술 확보하였고 김장순 박사 명의로 0.5um 피사계 심도의 위상 반전 마스크 개발 확보에 성공을 거두었다.
2006년에 집적회로 연구소에서 과산화 수소에 의한 알루미늄 배선 기술을 확보하는 데 성공을 함으로써 특히 과산화 수소로도 알루미늄 배선 기술이 가능하다는 것이다.
3차 과학기술발전 5개년 계획에서는 2008년 김천남 박사가 개발한 20nm급 표준셀의 패터닝 기술을 확보하는데 성공을 거둠으로써 특히 집적회로 시험 공장에 파운드리로 실증하는데 성공하였고 2014년에는 0.3um 피사계 심도의 위상 반전 마스크 개발에 성공하여 조선중앙통신에 보도가 되었다.
2017년 LP형 HKMG 기술을 확보하는 데 성공을 거둔 111호 마스크 제작소에 김정은 명의로 된 축하문을 송부하여 주었고 2019년에 중앙처리장치를 핵심으로 하는 SoC 제작 기술을 확보하였으며 10nm FinFET 제작 기술을 확보하는데 성공을 거두었다.

## 전자 - 자동화 과학 분원 과학자가 소속된 공장기업소 종류
- 리철호가 사업하는 기계 공장
- 89호 집적회로 공장
- 평양 집적회로 시험 공장
- 평양 집적회로 공장
- 아리랑정보기술교류사
- 진달래손전화기공장
- 푸른하늘전자제품공장
- 111호 마스크 제작소
- Glocom

## 평가
현재 조선민주주의인민공화국은 현재 반도체 기술을 엄청나게 높였으며 특히 HKMG 기술을 포함한 많은 집적회로와 특히 게이트어레이 기술, 표준셀 기술 등을 합친 기술을 합하여 ARM 마이크로프로세서를 포함한 SPARC 마이크로프로세서도 설계를 할 수가 있다.

### 반도체 장비 불법 수입 의혹
하태경 의원실에 밝혀온 기록에 따르면 반도체 장비인 불화수소 및 전략 물자 등 30건 이상을 수출한 나라는 오로지 일본 뿐이라는 사실을 알려주었는데 그외에도 리철호가 사업하는 기계 공장에 반도체 생산 설비가 있는 것으로 조선중앙TV에서 밝혀온 것을 보면 그다지 의심을 할 필요도 없다.
그만큼 현재 북한은 많은 반도체 생산 장비를 포함한 레지스트와 불화수소를 비롯한 많은 설비를 비싼 가격에 수입을 할 가능성이 아주 없지 않다.
그리고 조선중앙TV에 따르면 현재 리철호가 사업하는 기계 공장을 보여주었는데 그만큼 의심나는점이 많으며 현재 니콘의 집적회로 생산 설비와 Singulus의 불화수소 에칭 장비 등 리철호가 사업하는 기계 공장에 분포를 하고 있음을 알수가 있어서 그만큼 89호 집적회로 공장에도 없지 말라는 법이 없다.
MEBES-4700S 전자빔 리소그래피 장비도 2004년에 조선민주주의인민공화국이 도입을 하였다고 발명특허에 등록함으로써 불법 도입을 하였다는 것을 입증하였다. 

### 김정은 현지지도 공장 6곳 위치 특정
김정은이 현지지도를 간 6곳 공장중 유일하게 리철호가 사업하는 기계 공장 있는데 여기가 ASIC 제작을 비롯한 많은 반도체 생산과 파운드리를 맡고 있다는 것을 알수가 있고 특히 서버용 컴퓨터 마이크로프로세서도 Glocom에서 설계하여 여기에서 파운드리하고 있을 것으로 알려져 있는 가운데 현재 그만큼 군수 일용품 직장이 있을 것으로 알려져 있다.
조선민주주의인민공화국은 군수 공장 체계라 그만큼 군수에 거의 개발 위주로 돌아가고 있기 때문에 그만큼 전자 산업은 거의 군수용 체계라고 보면 된다고 보면 간단하다.
그만큼 현재 김정은 현지지도 공장 6곳 중에서 여기로 공급 받는 공장이 대부분일 것으로 알려져 있다.

### 조선 부강 무역회사와 백송 무역회사로 통한 소프트웨어 혹은 하드웨어 거래
조선민주주의인민공화국은 백송 무역회사를 통한 국가과학원 전용 무역회사를 통하여 소프트웨어 혹은 마이크로프로세서와 팹리스 사업을 통한 거래를 하고 있다고 포항공대 박찬모 교수께서 직접 증언을 하였으며 특히 이것으로 통한 자체 수익사업을 벌이고 있다.
특히 백송 무역회사뿐만 아니라 룡봉총회사를 통한 조선부강무역회사는 리철호가 사업하는 기계 공장과 89호 집적회로 공장을 소유하고 있으며 비로봉 무역회사는 Glocom을 소유하고 있다. 
그만큼 현재 무역회사를 통한 소프트웨어나 하드웨어 즉 마이크로프로세서를 거래하고 있다는 정황이 포착이 되고 있다.